# Dorut Tilavat
Dorut Tilavat (Casa della meditazione) è un complesso memoriale a Shahrisabz in Uzbekistan.

## Storia
Il Dorut Tilovat venne costruito nel XIII secolo dopo la morte di Shams ud-Din Amir Kulal un influente sufi dell'epoca. Egli aveva viaggiato da Bukhara a Kesh (Shahrisabz) per diffondere il messaggio dell'Islam. Shams ud-Din apparteneva ad una famiglia accademica. Molte famiglie nobili mandavano i loro figli a studiare presso Dorut Tilavat. Uno di questi famosi protetti (murid) era Turghai - Il padre di Amir Timur. Turghai tenne Shams ud-Din in grande considerazione, e così fece suo figlio Tamerlano, che ha considerato il nipote di Shams ud-Din Amir Kulal come sua guida spirituale. Alla sua morte Shams ud-Din fu sepolto presso la madrasa Dorut Tilavat.
Shams ud-Din costruì una reputazione per Dorut Tilavat che ha continuato durante i tempi di suo figlio e nipote, Amir Kulal. Dopo la morte di Turghai Timur avvicinò Amir Kulal per avere il suo consenso per seppellire Turghai al fianco di Shams ud-Din nella madrasa Dorut Tilavat. Tuttavia, la famiglia rifiutò. Il richiamo per Timur è stato di stabilire una connessione spirituale con una famiglia di fama e degli studiosi di Bukhara, che si dice fossero discendenti diretti di Maometto. Amir Kulal, essendo guida spirituale di Timur (pir) e alla testa di una forte tribù, ha prodotto una notevole influenza su Timur. Tuttavia, dopo la morte di Amir Kulal nel 1370, la tribù Kulal perse di un forte leader spirituale e Timur, durante il primo anno del suo regno, scelse comunque di andare avanti con i suoi piani. Spostò il corpo di suo padre a Dorut Tilavat. La madrasa e gli edifici adiacenti vennero ampliati e la costruzione venne completata nel 1374. Nei secoli successivi l'area fu ricostruita e ampliata numerose volte.

## Galleria d'immagini

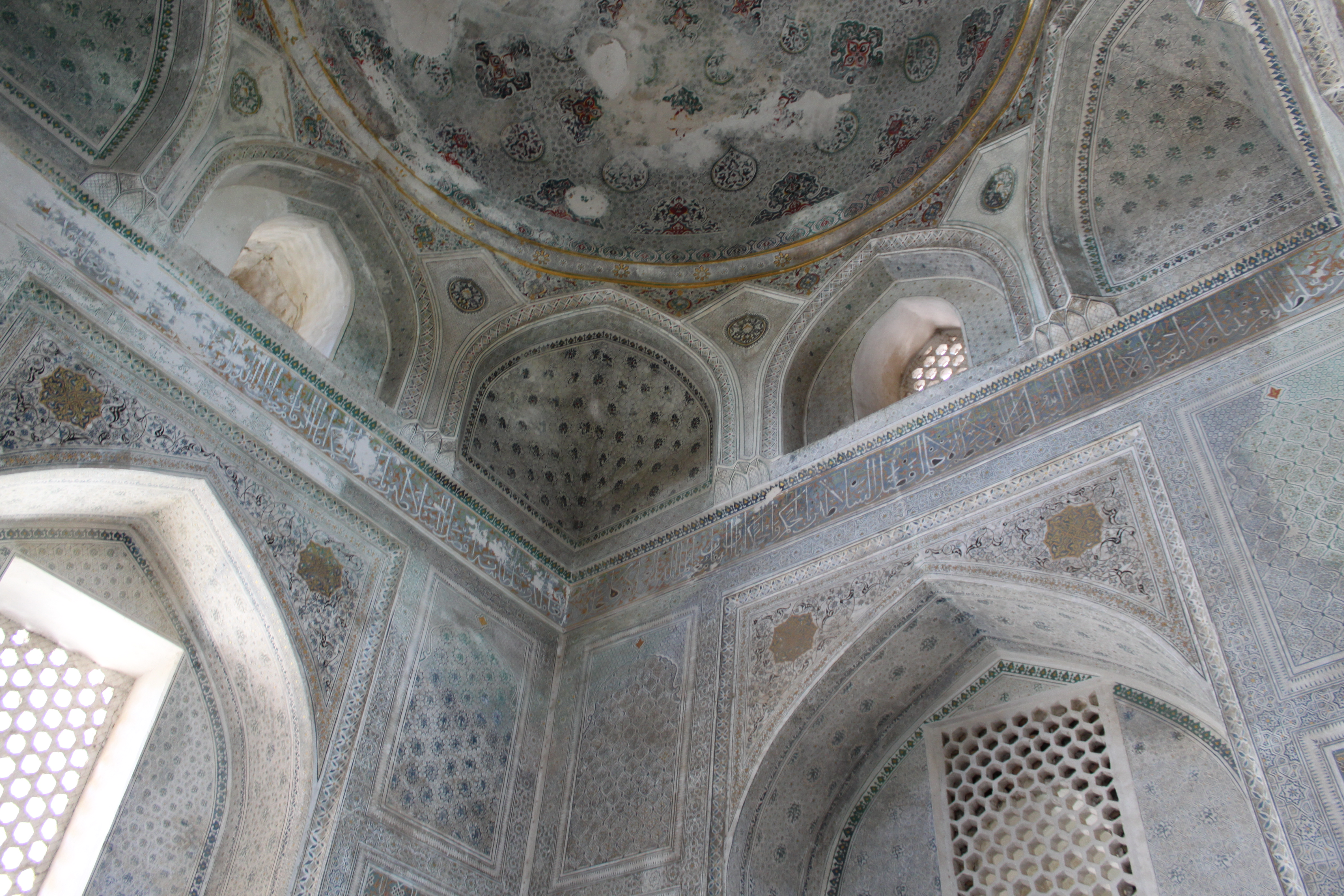
Interno di Gumbazi Seyidan
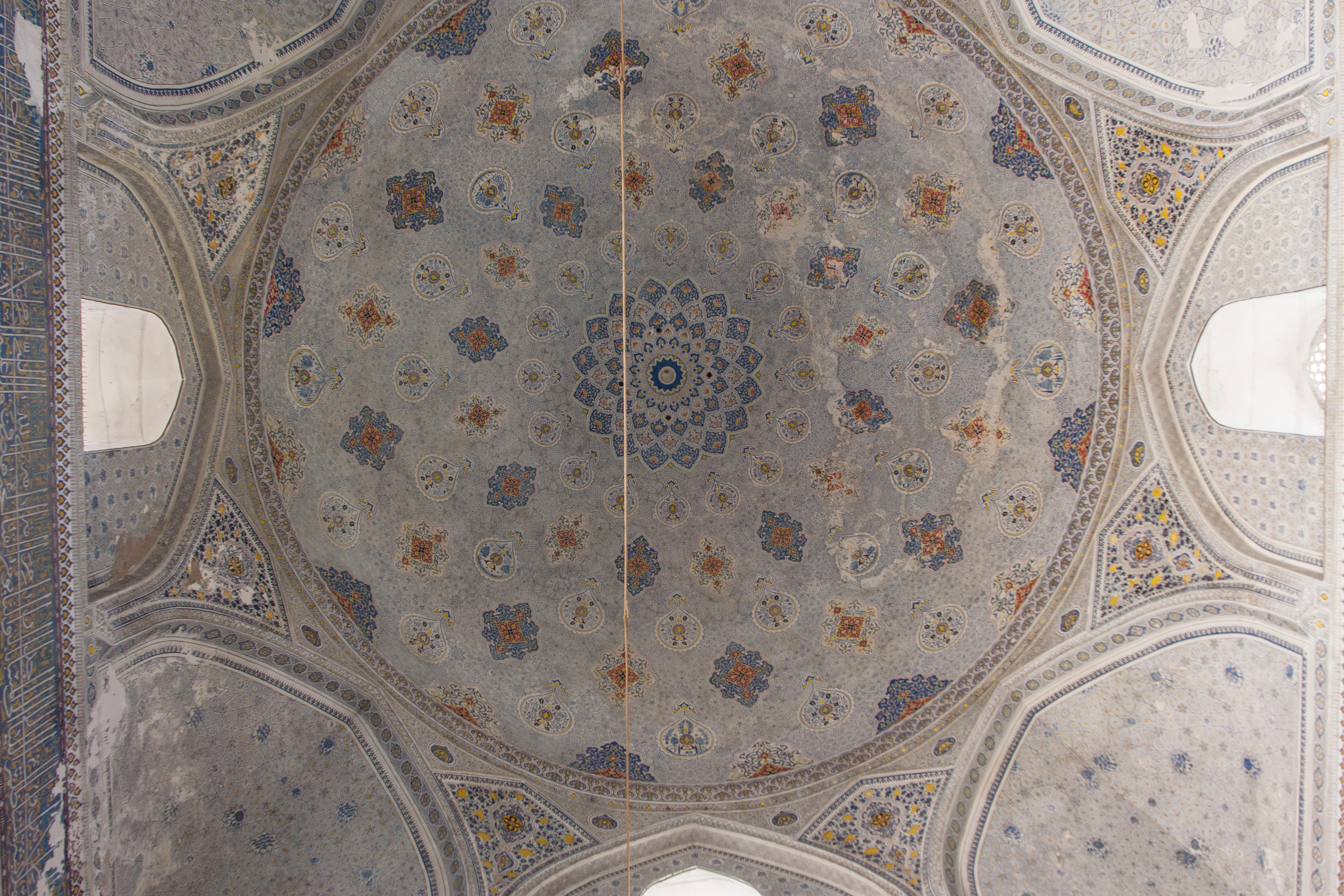
Cupola della moschea
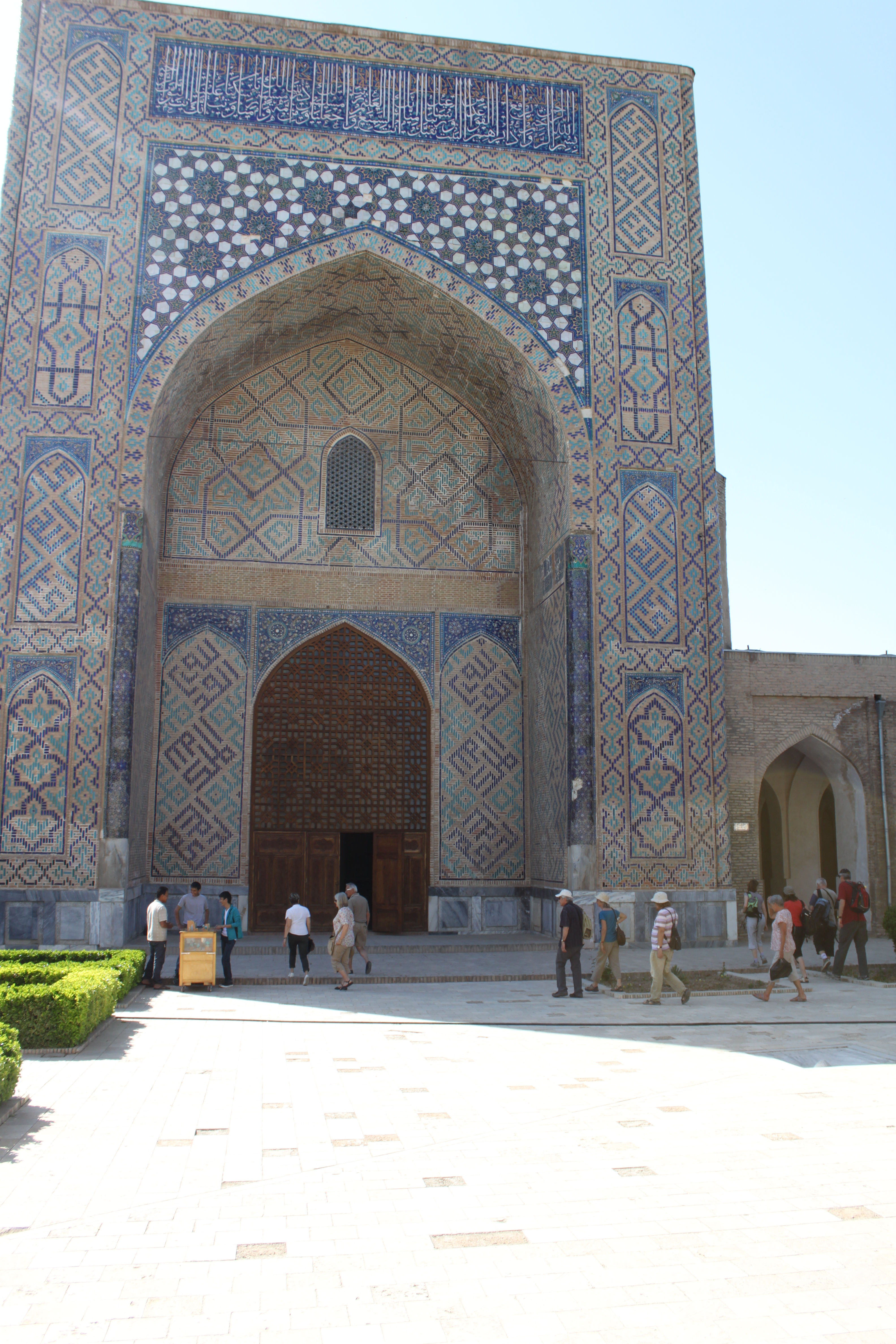
la moschea Kok-Gumbaz
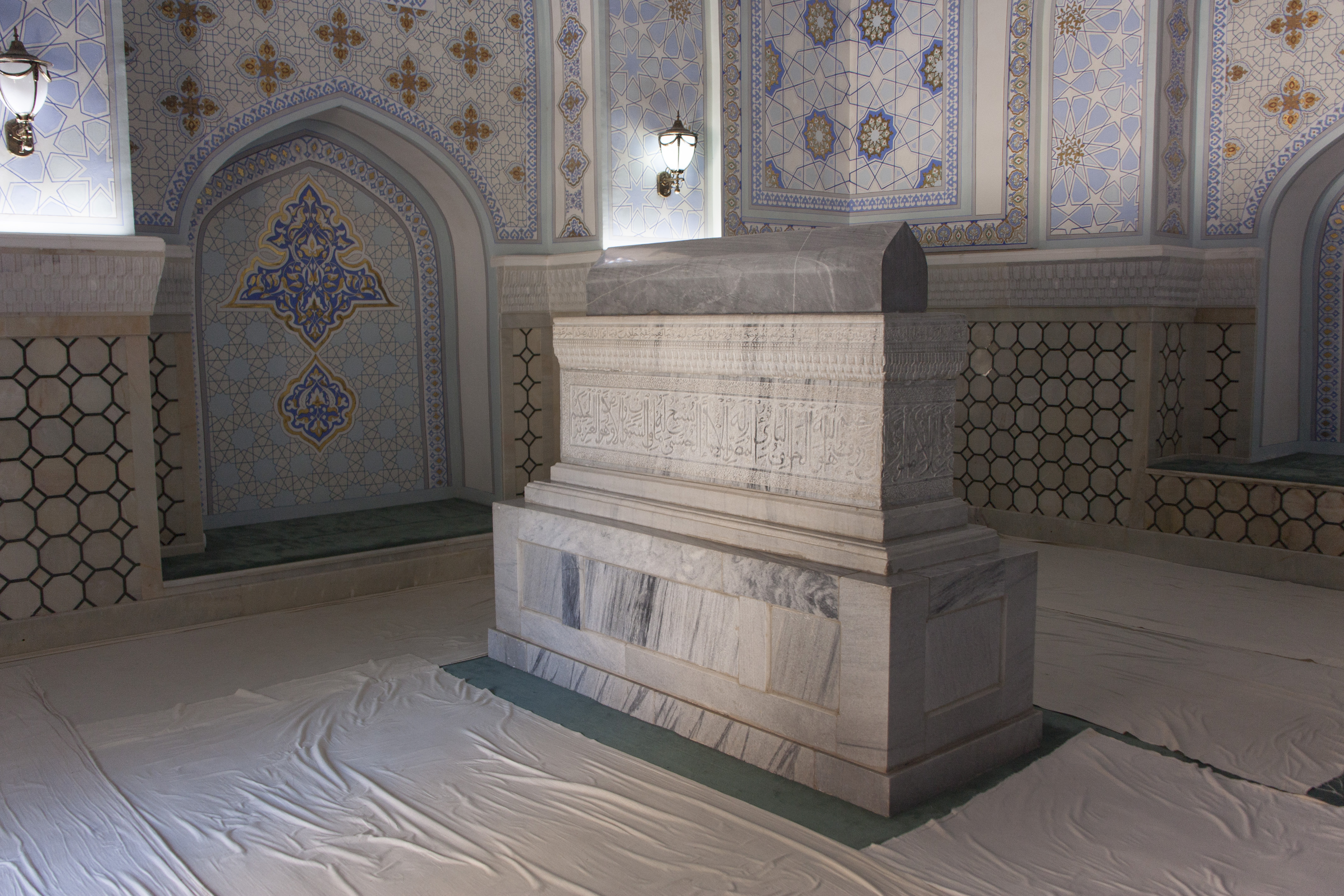
La tomba di Shams al-Din Kulal

## Elenco dei monumenti
- Moschea Kok-Gumbaz fatta costruite da Ulugh Beg
- Mausoleo di Sheikh Shamseddin Kulyal (1374) guida spirituale di Tamerlano e del padre.
- Gumbazi Seyidan (1438) chiamata cupola dei Seyyidi, fatta ultimare da Ulugh Beg come mausoleo dei discendenti.